# トッカータ (プロコフィエフ)
トッカータ ニ短調 作品11 は、セルゲイ・プロコフィエフがシューマンの『トッカータ』に着想を得て、1912年に作曲したピアノ独奏曲。従来のリズミカルのそれとは異なり、極めて無機的である。ハイレベルを要求され、プロコフィエフの代表作でもあり、演奏頻度にも恵まれている。初演は1916年11月27日、ペトログラード音楽院小ホールにて作曲者の演奏で『サルカスム』（作品17）と共に行われ、反響を呼んだ。作曲者自身によるピアノロールへの吹きこみが残されているが、一部音をカットしている（ピアノロールが不得手としている同音連打が多用されているため、正確な演奏の記録とは言い辛いという面もある）。演奏時間は約4分半。